# Sonita Alizadeh
Sonita Alizadeh (en persan : سونیتا علیزاده), née à Hérat en Afghanistan en 1996, est une rappeuse et militante afghane contre le mariage forcé.

## Biographie
Sonita Alizadeh nait à Hérat en 1996, cadette d’une fratrie de sept enfants dans une famille traditionnelle afghane,.
Elle a dix ans quand elle échappe à son premier mariage forcé mais les talibans obligent la famille à fuir en Iran. Cette dernière se retrouve sans papiers et Alizadeh est obligée de vendre des babioles dans la rue pour survivre. Après avoir entendu une chanson d'Eminem, elle décide de se mettre au rap, qu'elle considère comme « outil d’expression personnel et comme moyen de raconter [mon] histoire au monde entier ». Elle fait du porte-à-porte pour tenter de vendre ses textes bien que cela soit illégal en Iran pour les femmes de chanter.
À l'âge de 14 ans, elle rencontre la réalisatrice iranienne Rokhsareh Ghaemmaghami (en) qui décide de tourner un documentaire sur elle. Pendant le tournage, la mère d'Alizadeh arrive à Téhéran pour ramener sa fille au pays, qui vient d'être promise en mariage pour 9 000 dollars par sa famille. Pour lui permettre de rester six mois de plus à Téhéran, Rokhsareh Ghaemmaghami offre 2 000 dollars à la famille. C'est lors de ce sursis qu'elles tournent le clip de Brides for Sale,. Sa vidéo lui permet d'être repérée par l'association StrongHeart, organisation à but non lucratif travaillant sur l'impact des changements sociaux, et de partir étudier aux États-Unis où elle résidera ensuite,,.
En 2018, elle sort une chanson avec l'artiste japonais Miyavi intitulée Long Nights. Écrite par lui après la visite d'un camp de réfugiés au Liban, la chanson mélange l'anglais et le farsi.
En 2021, elle vit toujours aux États-Unis où elle étudie le droit dans une université de l'Utah pour devenir avocate.

## Militantisme
Elle milite contre le mariage forcé des jeunes filles,, ayant elle-même échappé par deux fois à des mariages que sa famille voulait lui imposer. Sonita Alizadeh devient alors le symbole de la lutte contre le mariage forcé. Bien qu'il soit interdit pour une femme de chanter publiquement en Iran, où elle réside alors, elle publie en octobre 2014 sur YouTube une vidéo, Brides for Sale (Mariées à vendre),. Ce premier clip est vu plus de 600 000 fois sur le site web d'hébergement de vidéos.

## Reconnaissance
En 2015, la cinéaste iranienne Rokhsareh Ghaemmaghami réalise un documentaire à son sujet, intitulé Sonita. Le film obtient le Grand prix du jury au festival américain de Sundance en janvier 2016 dans la catégorie World Cinema Documentary,.
Cette même année, elle est invitée au sommet annuel de l'association Women in the World à Londres. En octobre de l'année suivante, plusieurs médias français la reçoivent à l'occasion de sa visite en France pour la sortie en salle du documentaire qui lui est consacré, y racontant son parcours,,.
En 2021, elle reçoit le Prix Liberté créé par la Région Normandie en collaboration avec l'Institut international des droits de l'Homme et de la Paix. La rappeuse engagée contre le mariage forcé a été élue par plus de 5 000 jeunes du monde entier.

### Documentaire
- 2016 : Sonita de Rokhsareh Ghaemmaghami